# Crna Rijeka
Crna Rijeka (szerbül: Црна Ријека), falu Bosznia-Hercegovinában, Bosanska krajina területén, Novi Grad községben, a Szerb Köztársaságban. 

## Fekvése
Bosznia-Hercegovina nyugati részén, Banja Lukától légvonalban 65, közúton 85 km-re északnyugatra, községközpontjától légvonalban 6, közúton 10 km-re délre, a Japra bal partjától nyugatra fekvő dombvidéken, 150 – 250 méteres tengerszint feletti magasságban fekszik. Átfolyik rajta a Crna-patak és mellékvizei a Dolovjanska és Napojišta-patakok.

## Népessége
| Nemzetiségi csoport | Népesség 1991 | Népesség 2013 |
| ------------------- | ------------- | ------------- |
| Szerb               | 86            | 51            |
| Bosnyák             | 370           | 49            |
| Horvát              | 0             | 0             |
| Jugoszláv           | 0             | 0             |
| Egyéb               | 9             | 16            |
| Összesen            | 465           | 116           |

## Története
Területén már a bronzkorban éltek emberek, ezt bizonyítja a falu területén véletlenül előkerült 16 cm hosszúságú bronz lándzsahegy.
A térség 1537-ben Blagaj várának elestével került török kézre. A település 1878-ig tartozott az Oszmán Birodalomhoz, ekkor a berlini kongresszus határozata alapján az Osztrák-Magyar Monarchia része lett. 1879-ben az első osztrák-magyar népszámlálás során Novi község részeként a faluban 19 háztartást és 82 ortodox szerb lakost számláltak. 1910-ben Novi község részeként a faluban 28 házat,és 66 ortodox szerb lakost találtak..A monarchia szétesésével 1918-ben előbb a Szerb-Horvát-Szlovén Királyság, majd 1929-től a Jugoszláv Királyság része. 1921-ben a falunak 35 háza és 204 lakosa volt. Jugoszlávia megszállása után a falu a Független Horvát Állam (NDH) része lett. 1945-től a település a szocialista Jugoszlávia része volt. A Bosznia-Hercegovinában zajló polgárháború idején a település a Boszniai Szerb Köztársaság része volt. A daytoni békeszerződést követő területfelosztásnál a település, Novi Grad község részeként a Szerb Köztársaság területéhez került. 